# جيف شيرمان
جيف شيرمان (بالإنجليزية: Jeff Sherman)‏ هو مغن مؤلف أمريكي، ولد في 15 مارس 1952 في سياتل في الولايات المتحدة.

## وصلات خارجية
- الموقع الرسمي